# Juan de Echevarría
Pour les articles homonymes, voir Echevarría.
Juan de Echevarría, né à Bilbao le 14 avril 1875 et mort à Madrid le 8 juillet 1931 est un  peintre basque.

## Biographie
Fils de Federico de Echevarría et de Felipa Zuricalday, il est né dans le milieu de la bourgeoisie industrielle basque. Il poursuit des études brillantes à l'étranger. En 1892, il intègre le Collège d'Eton (Grande-Bretagne), puis entre à l'Université de Mittweida (Allemagne), puis fréquente l'Académie Julian, à Paris. 
Dès 1911, il expose au Salon d'Automne, ce que lui vaut les éloges de Guillaume Apollinaire.
En 1930, il rejoint à Hendaye son ami Miguel de Unamuno. Il meurt à Madrid le 8 juin 1931.

## Œuvre
Il est connu pour être l'un des maîtres du fauvisme espagnol, inspiré de Gauguin. Ses thèmes de prédilection sont le peuple gitan et les paysages des environs de Bilbao et de Madrid.

## Galerie

Œuvres de Juan de Echevarría
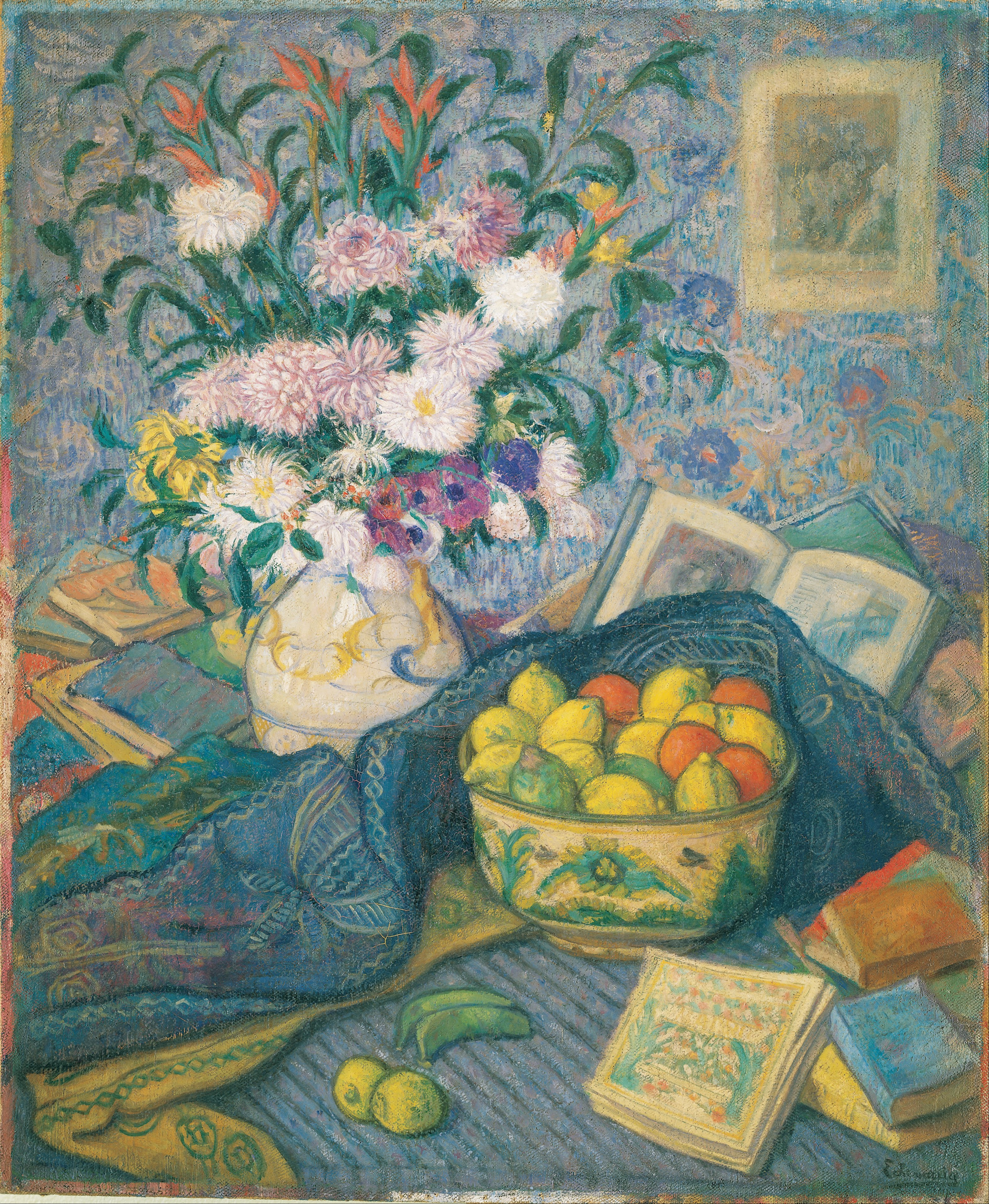
Florero con plátanos, limones y libros, 1917, Huile sur toile, 125,5 x 140 cm, Bilbao, Musée des Beaux-Arts de Bilbao.
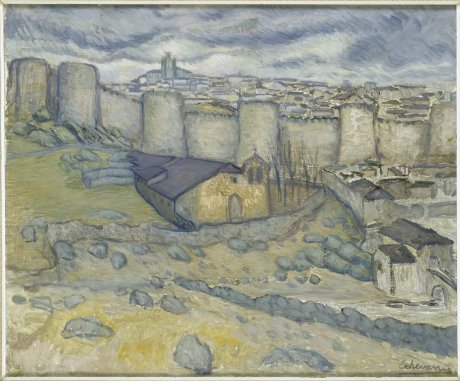
La muraille d'Avila
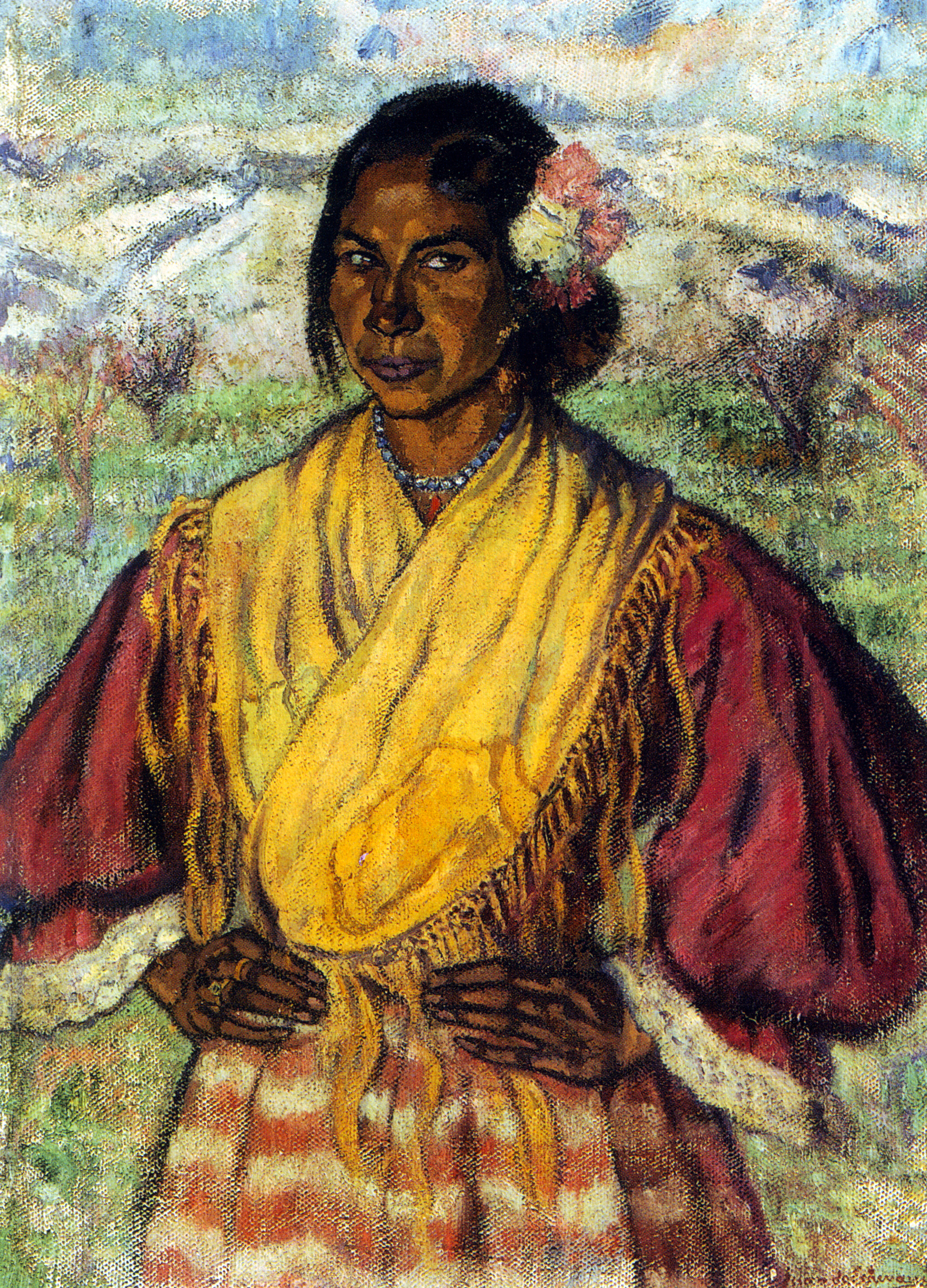
Gitane de Grenade
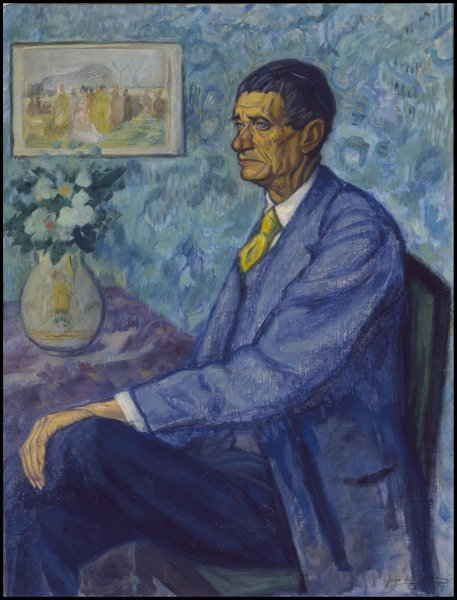
Portrait de Francisco Iturino
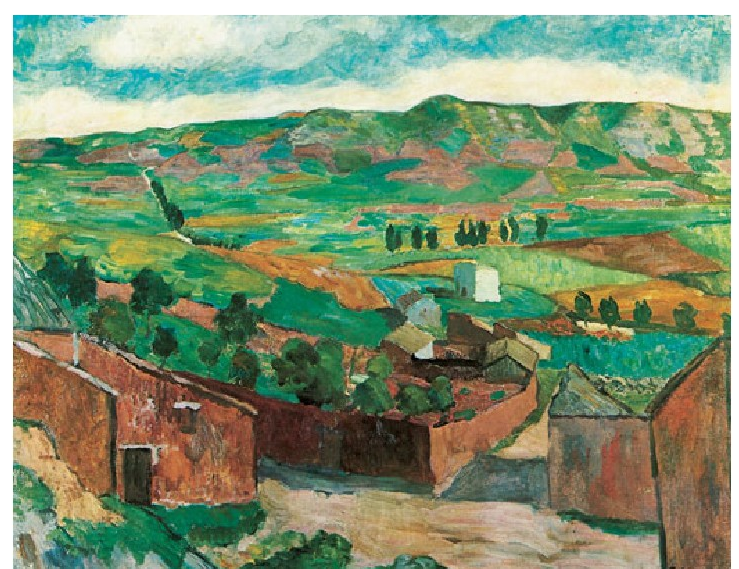
Paysage de Pampliega